# Wink (Software)
Wink ist ein Freeware-Programm zur Erstellung von interaktiven Videoanleitungen vom Desktop aus. Dabei steuert der Anwender mit der Maus die Aktionen. Wink ist frei verfügbar in Englisch, Französisch, Deutsch, Italienisch, Dänisch, Spanisch, Serbisch, Japanisch, Portugiesisch und Chinesisch.
Wink ist Freeware, aber kein Open Source.
Es ist verfügbar für die Betriebssysteme Windows (Wink 2.0) und Linux (Wink 1.5).

## Features
- Audio: Aufnahmen von Erläuterungen zum besseren Verständnis der Videos.
- Leseformate: Screenshots vom PC, Grafikformate: BMP/JPG/PNG/TIFF/GIF.
- Ausgabeformate: Macromedia Flash, EXE-Dateien, PDF, PostScript, HTML, Flash/HTML und PDF für ausdruckbare Anleitungen.
- Smart Videoaufnahme Tools: Videoaufnahmen mit dem Umgang mit dem PC, funktioniert mit Maus und Tastatur.
- Performance/Qualität: Unterstützt verschiedene Kompressionsstufen für die Tutorials/Videos (von wenigen kB/s bis zu einigen 100 kB/s).